# Грушевка (Новосибирская область)
Грушевка — деревня в Баганском районе Новосибирской области. Входит в состав Ивановского сельсовета.

## География
Площадь деревни — 49 гектар

## История
Основано в 1907 году. В 1928 г. посёлок Грушевский состоял из 114 хозяйства, основное население — русские. Центр Грушевского сельсовета Андреевского района Славгородского округа Сибирского края.

## Население
| 1926 | 1976 | 1995 | 2002 | 2007 | 2010 |
| ---- | ---- | ---- | ---- | ---- | ---- |
| 571  | ↘194 | ↘169 | ↘158 | ↘126 | →126 |

## Инфраструктура
В деревне по данным на 2006 год функционируют 1 учреждение здравоохранения, 1 образовательное учреждение.